# Kosieczyn (gromada)
Kosieczyn – dawna gromada, czyli najmniejsza jednostka podziału terytorialnego Polskiej Rzeczypospolitej Ludowej w latach 1954–1972.
Gromady, z gromadzkimi radami narodowymi (GRN) jako organami władzy najniższego stopnia na wsi, funkcjonowały od reformy reorganizującej administrację wiejską przeprowadzonej jesienią 1954 do momentu ich zniesienia z dniem 1 stycznia 1973, tym samym wypierając organizację gminną w latach 1954–1972.
Gromadę Kosieczyn z siedzibą GRN w Kosieczynie utworzono – jako jedną z 8759 gromad na obszarze Polski – w powiecie międzyrzeckim w woj. zielonogórskim na mocy uchwały nr V/19/54 WRN w Zielonej Górze z dnia 5 października 1954. W skład jednostki weszły obszary dotychczasowych gromad Kosieczyn, Chlastawa, Nowa Wieś, Kręcko, Koźminek i Brudzewo ze zniesionej gminy Dąbrówka (Wielkopolska) w tymże powiecie. Dla gromady ustalono 23 członków gromadzkiej rady narodowej.
31 grudnia 1961 z gromady Kosieczyn wyłączono wsie Brudzewo i Koźminek, włączając je do gromady Smardzewo w powiecie świebodzińskim w tymże województwie.
1 stycznia 1972 z gromady Kosieczyn wyłączono tereny o powierzchni 13 ha, włączając je do miasta Zbąszynek w tymże powiecie.
Gromada przetrwała do końca 1972 roku, czyli do kolejnej reformy gminnej.